# Cyrtandra andersonii
Cyrtandra andersonii är en tvåhjärtbladig växtart som beskrevs av Brian Laurence Burtt. Cyrtandra andersonii ingår i släktet Cyrtandra och familjen Gesneriaceae. Inga underarter finns listade i Catalogue of Life.